# Igis

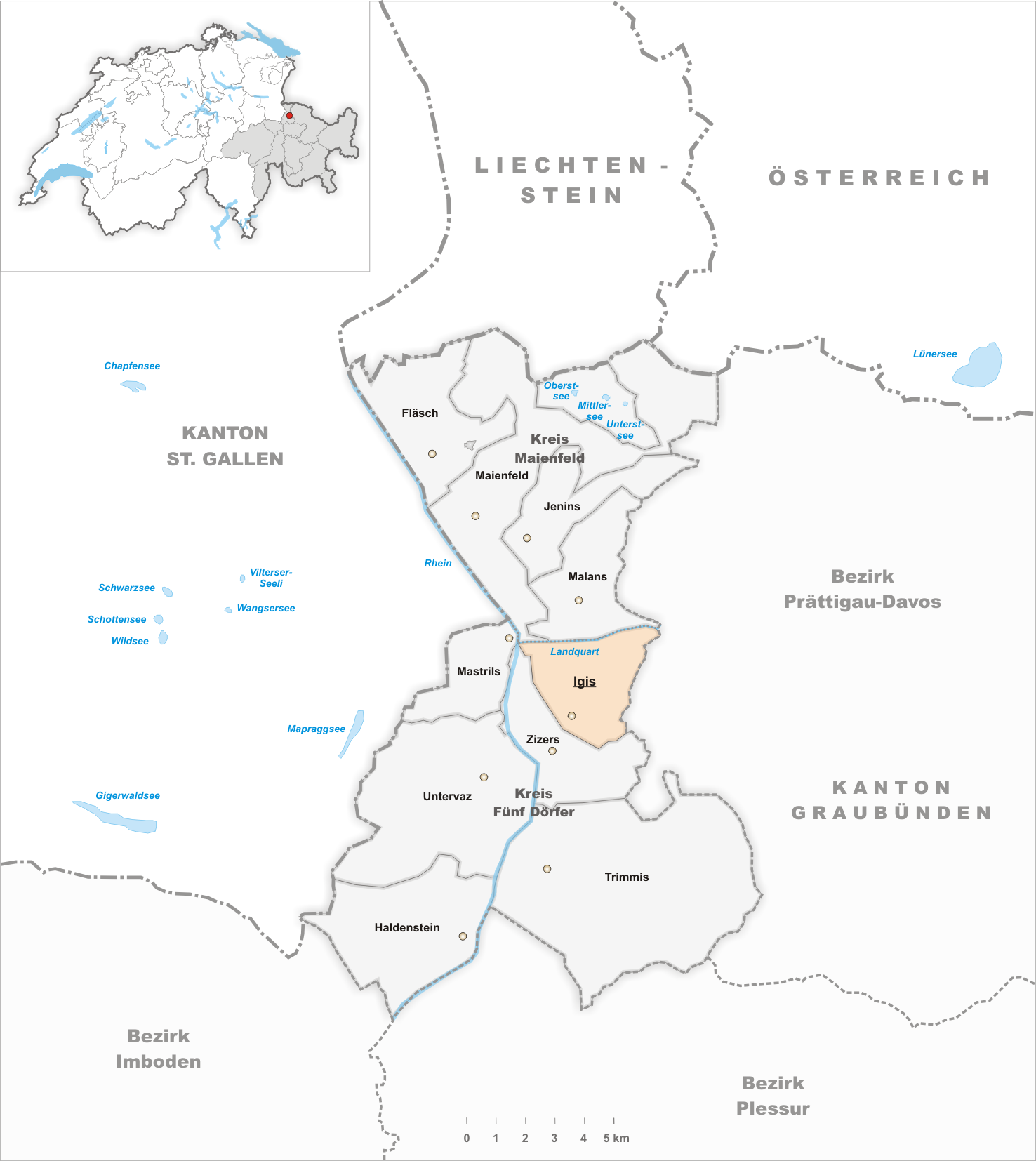
Gemeindestand vor der Fusion am 1. Januar 2012

Historisches Luftbild von Werner Friedli von 1963

Igis (im örtlichen Ostschweizer Dialekt [ˈɪːgɪs], älter [ˈejis], rätoromanisch Aigiasⓘ oder Eigias) ist eine Ortschaft in der Gemeinde Landquart im Schweizer Kanton Graubünden.
Igis-Landquart ist ein Verkehrsknotenpunkt und Industriestandort. Bekannt ist die ehemalige Gemeinde unter anderem durch den Umsteigebahnverkehr beim Bahnhof Landquart der SBB-Linien aus Zürich, St. Gallen und Chur auf die Rhätische Bahn (RhB).
Bis zum 31. Dezember 2011 war Igis eine eigene politische Gemeinde und Hauptort des damaligen Kreis Fünf Dörfer sowie des damaligen Bezirk Landquart. Ihr ehemaliges Gemeindegebiet reichte von 523 bis 1398 m Höhe. Am 15. Mai 2011 stimmten die Einwohner von Igis und Mastrils einer Fusion ihrer Gemeinden zu. Die neue Gemeinde Landquart wurde auf den 1. Januar 2012 gebildet.

## Ortschaften
Igis besteht aus den Ortsteilen Igis und dem einwohnerstärkeren Landquart.
Der dritte Ortsteil Landquart-Fabriken ist seit 2004 aufgehoben und wurde dem Ortsteil Landquart angegliedert. Damit wurde auch die Poststelle Landquart-Fabriken aufgehoben.
| Einwohnerzahlen | Einwohnerzahlen | Einwohnerzahlen    | Einwohnerzahlen | Einwohnerzahlen |
| Jahr            | Igis            | Landquart-Fabriken | Landquart       | Total           |
| --------------- | --------------- | ------------------ | --------------- | --------------- |
| 2011            | 3487            |                    | 4567            | 8054            |
| 2010            | 3415            |                    | 4536            | 7951            |
| 2009            | 3204            |                    | 4476            | 7680            |
| 2008            | 3119            |                    | 4442            | 7561            |
| 2007            | 3099            |                    | 4410            | 7509            |
| 2006            | 3022            |                    | 4318            | 7340            |
| 2005            | 3088            |                    | 4344            | 7432            |
| 2004            | 3116            |                    | 4309            | 7425            |
| 2003            | 3123            | 644                | 3648            | 7415            |
| 2002            | 3136            | 645                | 3549            | 7330            |
| 2000            | 3138            | 659                | 3601            | 7398            |
| 1990            | 2373            | 678                | 3728            | 6779            |
| 1980            | 1120            | 644                | 3389            | 5153            |
| 1970            | keine Daten     | keine Daten        | keine Daten     | 5283            |
| 1950            | keine Daten     | keine Daten        | keine Daten     | 2794            |
| 1900            | keine Daten     | keine Daten        | keine Daten     | 1201            |
| 1850            | keine Daten     | keine Daten        | keine Daten     | 637             |

Konfessionen:
- evangelisch-reformiert: 37,8 %
- römisch-katholisch: 34,7 %
- übrige: 27,5 %

## Geographie
Die Gemeinde Igis liegt verkehrstechnisch günstig zwischen dem Rheintal und dem Prättigau. Sie liegt auf einem Schwemmfächer nahe der Klus und nimmt die rechte Talflanke neben dem Rhein ein. Ihre nördliche Grenze bildet der Fluss Landquart. Der nach dem Fluss benannte Ortsteil Landquart verfügt mit dem Bahnhof Landquart über einen wichtigen Eisenbahnknotenpunkt. Hier verlaufen die Bahnstrecke Chur–Rorschach der SBB, die von Sargans aus auch eine Verbindung nach Zürich bietet, sowie die Strecken der Rhätischen Bahn nach Davos einerseits und nach Chur-Thusis andererseits; alle diese Bahnlinien wurden im 19. Jahrhundert eröffnet. Ausser der Bahnlinie verlaufen auch die Autobahn A13 St.Margrethen-Bellinzona, die Verbindungen mit München und Zürich beziehungsweise Mailand sicherstellt, sowie die Hauptstrasse 13 parallel dazu im Rheintal und passieren dabei Landquart.
Die hervorragende Lage direkt am Eingang zu den Bündner Alpen war für den Aufschwung des Ortsteils Landquart von grosser Bedeutung, so dass es seine Muttergemeinde Igis einwohnermässig und statusmässig hinter sich liess. Umringt von den Bergen bildet Igis-Landquart den Eingang in die beiden Täler Oberland und Prättigau.

## Geschichte

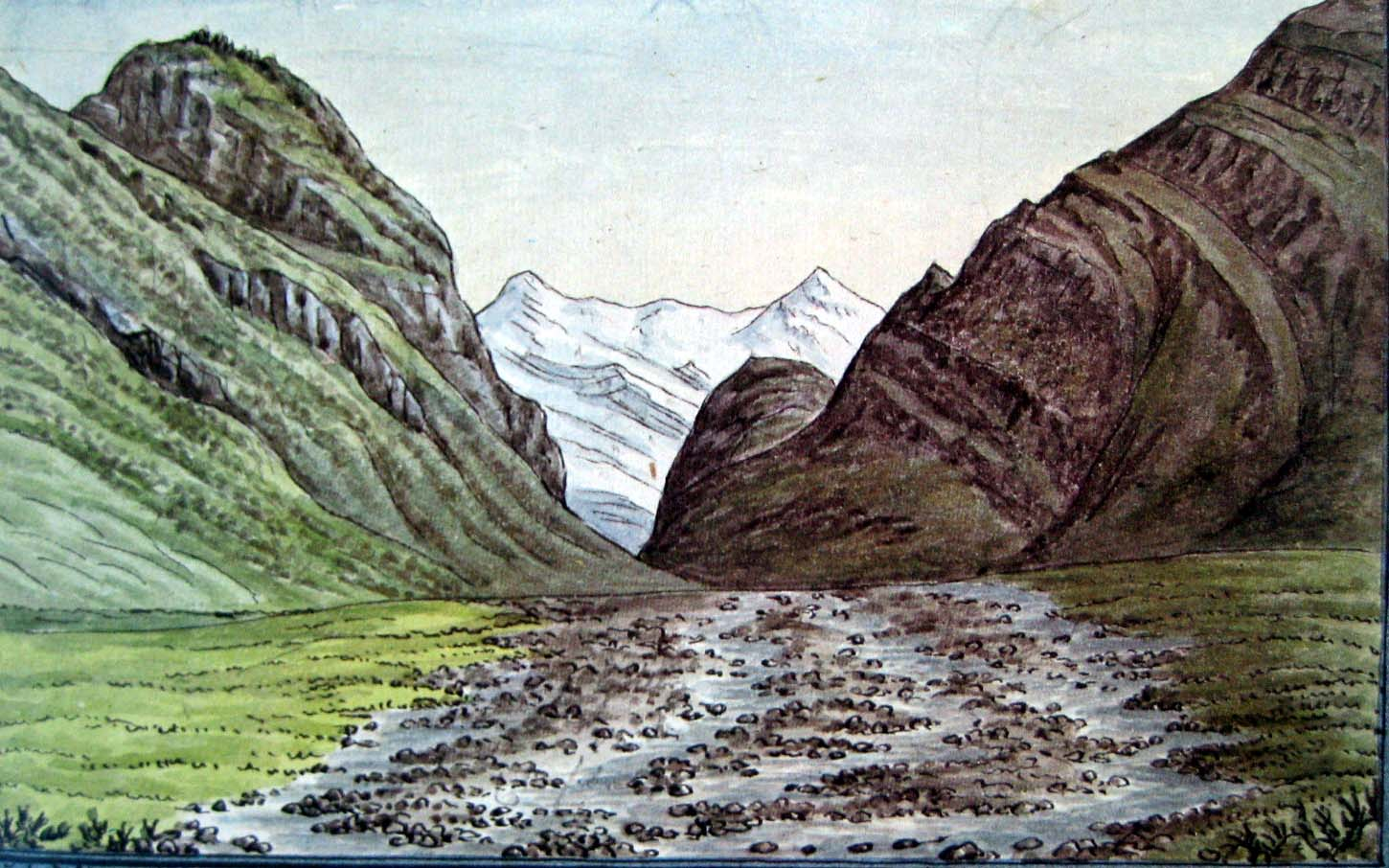
Bei Landquart am 13. Februar 1818, Blick nach Osten, Aquarell von Hans Conrad Escher

Die Geschichte von Igis ist eng mit der des Ortsteils Landquart verbunden. Für die Gemeinde Igis sind historisch zwei Namen belegt, die anscheinend voneinander unabhängig sind und nicht dasselbe Gebiet bezeichneten. Überliefert sind etwa einerseits 831 Ovinae, 1149 Auuine und 1225 Huiuns und anderseits 1253 Yges sowie rom. Eigias. Der Doppelname könnte darauf hindeuten, dass das Dorfzentrum im Verlauf des 13. und 14. Jahrhunderts verlegt worden ist. Ob der Name Ovinae keltischen Ursprungs ist, ist spekulativ; Herkunft und Bedeutung der beiden Namen sind unbekannt.

### Mittelalter
Am 28. Dezember 955 trat König Otto der Grosse den Königshof Zizers zusammen mit Igis dem Bischof von Chur ab.

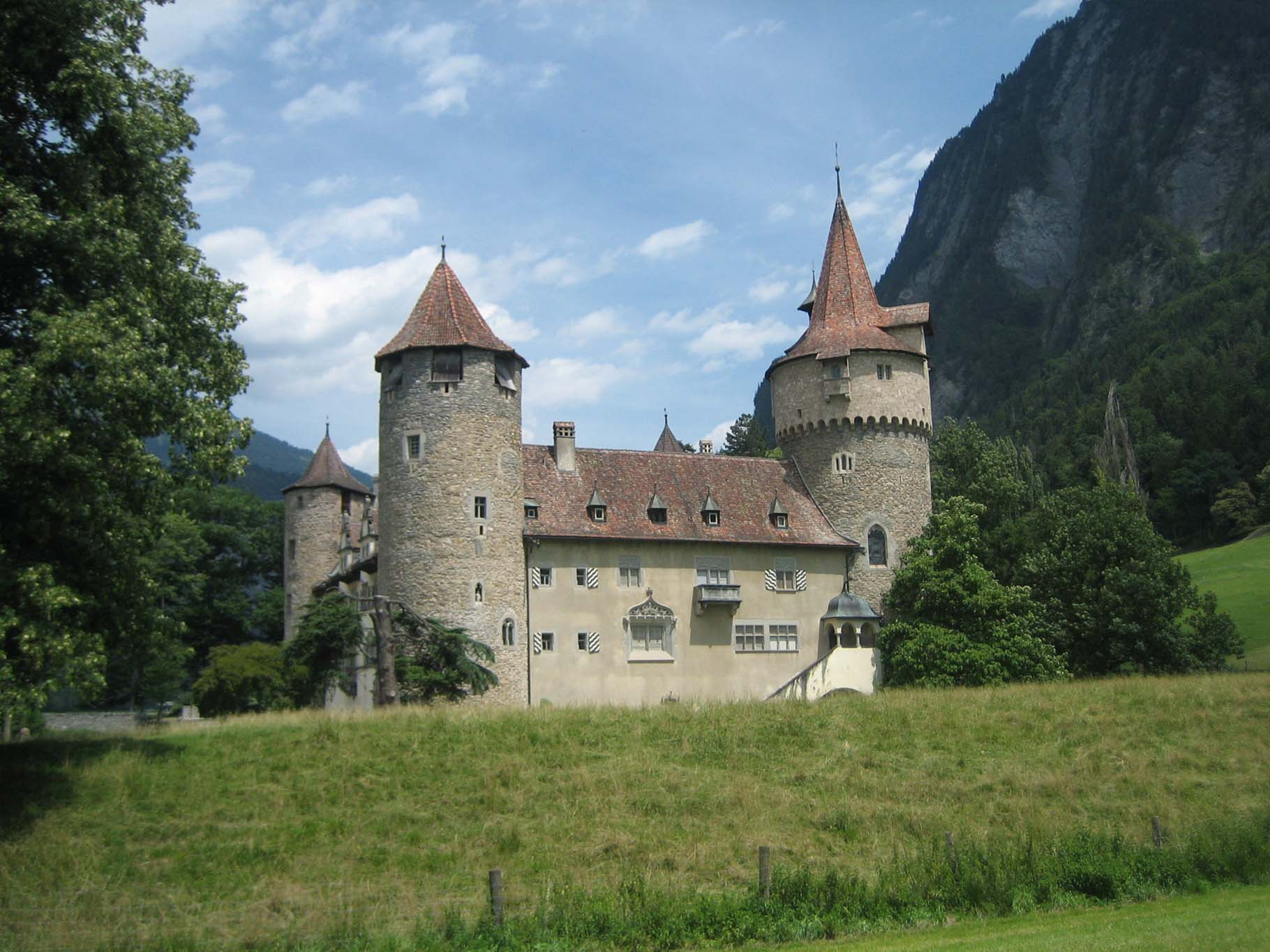
Schloss Marschlins

Im 13. Jahrhundert wurde nahe von Igis das Wasserschloss Marschlins erbaut. Der Name Marschlins geht auf den 1225 urkundlich erwähnten Flurnamen Marschaninnes zurück und geht auf marcidus, was sumpfiger Boden bedeutet, zurück. Allerdings spricht die Ableitung des Burgnamens aus einer Flurbezeichnung für ein höheres Alter der bereits im 16. Jahrhundert trockengelegten Burganlage.
Im 15. Jahrhundert setzte eine starke Germanisierung ein, nachdem viele Walser sich im damaligen genannten Eigias niedergelassen hatten, was zu einem Rückzug der romanischen Sprache führte. Fortan war Deutsch die beherrschende Sprache. 1398 erwarben die Gemeinden Igis und Zizers Alprechte auf Bawig (Buwix), die in den Jahren 1424 und 1440 von den zwei Gemeinden verteidigt werden mussten. Im Jahr 1447 kam es zu einem Streit zwischen Igis und Zizers. Ab 1519 war Igis mit einem Siebtel Repräsentanz Mitglied des Hochgerichts der Vier Dörfer.
Der immer wieder über die Ufer tretende Rhein war 1524 Anlass dafür, dass sich Zizers und Igis gegenüber dem Bischof von Chur verpflichteten, den Rhein durch ein Wehr zu bändigen. Der Rhein besass dazumals kein Bett, wodurch sein gesamtes Einzugsgebiet eine Aue bildete, die aber wegen der Hochwassergefahr nicht genutzt werden konnte. Durch die Bändigung des Rheins in ein Flussbett konnten viele landwirtschaftliche Flächen gewonnen werden. Der Landstrich wurde aber erst 200 Jahre später urbar gemacht, nach dem Beginn im 18. Jahrhundert waren zwei Drittel der Fläche noch nicht erschlossen.

### Reformation
Während der römischen Zeit und bis ins Mittelalter hinein begrenzte der Fluss Landquart den weltlichen und kirchlichen Verwaltungsbezirk, ausgehend vom kirchlichen Zentrum Chur. Obwohl das Bistum Chur immer noch einen grossen Einfluss auf Igis ausübte, war das Dorf schon 1532 zum protestantischen Glauben übergetreten. Zwar nahm die Stadt Chur bereits 1524 die Reformation an, blieb jedoch Bischofssitz mit einem katholischen Bischof.
Der Mühlbach, der durch das Gemeindegebiet fliesst, war ausschlaggebend für die nachhaltige industrielle Nutzung des Landstrichs. Urkunden belegen, dass bereits im Mittelalter Betriebe am Ufer des Baches bestanden. Einige dieser Betriebe bestehen noch heute, auch wenn sie nicht mehr dem damaligen Zweck dienen wie die 1519 erwähnte Riedmühle, die Riedschmiede und die Obermühle.

### Krisenjahre und Wirtschaftsaufschwung
Das siebzehnte Jahrhundert war für die aufstrebende Gemeinde eines der dunkelsten Kapitel in der Geschichte. Als 1607 der Dreissigjährige Krieg über Europa hereinbrach, hatte die Gemeinde aufgrund ihrer strategischen Lage viele Opfer zu beklagen, obwohl der damals souveräne Bundesstaat Graubünden nicht am Krieg beteiligt war; die Parteinahme der drei Bünde für Österreich bzw. Frankreich drohte das Land zu zerreissen. Zur Zeit des Dreissigjährigen Krieges hatte auch die Hexenverfolgungen ihre Blütezeit.
Als 1629 eine furchtbare Pestepidemie wütete, starben von Mitte August bis am 11. November 261 Personen an der Pest. Die Schweiz und damit ihre zugewandten Orte schieden nach dem Krieg endgültig aus dem Reich aus.
Am 16. Juli 1734 explodierte am Lauf des Mühlbachs die Pulverfabrik des Pulvermeisters Jacob Wilhelm, der bei dem Unfall ums Leben kam.

Der Russhof, heute Plantahof im Jahr 1877

Als Graubünden 1798 durch Napoleon als Satellitenstaat in die neugeschaffene Helvetische Republik eingegliedert wurde, verlor Graubünden seine Souveränität, infolge davon wurde Igis Teil der Schweiz. 1803 wurde Graubünden gleichberechtigter Kanton der Schweizerischen Eidgenossenschaft. Bis ins Jahr 1818 bildete Igis mit der Nachbarsgemeinde Zizers eine Wirtschaftsgemeinschaft, die mit der 1818 stattgefundenen Aufteilung der Wiesen und Alpen unter Igis und Zizers eingestellt wurde.
Der Präzer Thomas Lareda investierte im 19. Jahrhundert sein in Russland als Zuckerbäcker erworbenes Vermögen in die vom Leid geplagte Gemeinde und läutete damit einen Wirtschaftsaufschwung ein. Lareda finanzierte verschiedene Anlagen entlang des Mühlbachs, den er als Felsenbach neu fasste und begradigte. Unter anderem entstanden eine Holzstoff-Fabrik, eine Streichholzfabrik, eine Stickerei, eine Ziegelei, ausserdem erstellte er einen Gutshof nach russischem Muster; der Hof erhielt den Namen Russhof. Nach dem Tod Laredas 1848 gingen die meisten Betriebe wieder ein oder gerieten nach dem anfänglich grossen Erfolg in finanzielle Schwierigkeiten.

### Entstehung neuer Ortsteile

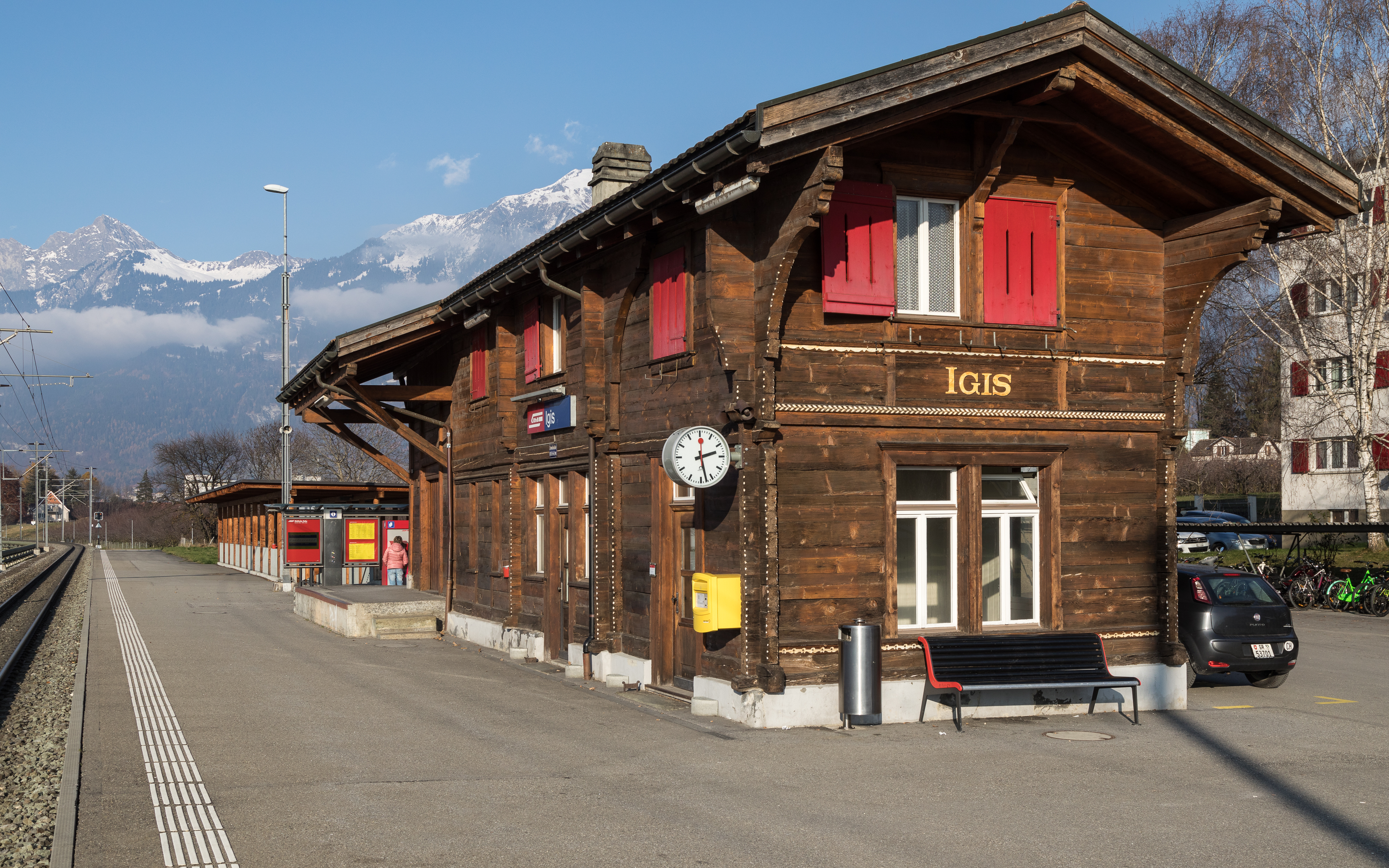
RhB-Bahnhof Igis

Der Ortsteil Landquart entstand erst 1858, als in Igis die Linie St. Gallen-Chur durch die Vereinigten Schweizerbahnen (heute SBB) eröffnet wurde. Namensgebend für den neuen Ortsteil war der durch das Gemeindegebiet fliessende Fluss Landquart. Im Jahr 1863 wurde die erste Holzstofffabrik der Schweiz in Betrieb genommen. Der nördlich vom damals eigentlichen Dorfkern liegende Landstrich wurde fortan zum Industriellen Zentrum Landquart Fabriken. Viele industrielle Betriebe versuchten danach in Landquart Fuss zu fassen. Viele gingen aber nach kurzer Zeit Konkurs oder gerieten in finanzielle Schwierigkeiten.
Nach mehreren verlorenen Wasserrechtsprozessen wurde noch bis ins Jahr 1870 auf der Landquart Holz geflösst, zwei Jahre später wurden die Papierfabriken Landquart gegründet. Mit der Gründung der Papierfabrik sollte sich die nächsten zweihundert Jahre kein industrieller Betrieb mehr am Lauf des Mühlbachs ansiedeln. Der Grund dazu war, dass in der Zeit von 1889 bis 1903 in Klosters, Malans, Landquart und Grüsch Elektrizitätswerke entstanden. Durch die Elektrifizierung war die Industrie nicht mehr auf das Wasser des Mühlbachs angewiesen, und der Industriestandort verlagerte sich weiter nach Norden, dem neu entstandenen Landquart. Der Bau der Eisenbahn und der spätere Bau der Autobahn trugen zu dieser Entwicklung bei. 1889 änderte sich die Lage aber durch die Eröffnung der Landquart-Klosters-Bahn, später Landquart-Davos-Bahn (heute RhB), und es setzte ein Aufschwung ein. Durch die verkehrstechnisch wichtige Lage Landquarts bildeten sich Lager- und Werkstätten, und bald gewann der Verkehrsknotenpunkt Landquart an Wichtigkeit.
1896 wurde der von Lareda erbaute Russhof in Plantahof umbenannt und eine landwirtschaftliche Schule eingerichtet, nachdem der Kanton Graubünden 1877 die Pläne verworfen hatte, eine Erziehungsanstalt für unbemittelte Kinder bündnerischer Geburt und evangelischer Konfession einzurichten.

1908 geweihte kath. Kirche St. Fidelis im selben Jahr

Durch das stetige Wachstum der Bevölkerung wurde 1908 die katholische Kirche St. Fidelis erbaut. Neben vier Kirchen beherbergt Landquart als wichtige Bildungseinrichtung den 1896 erbauten Russhof, heute Landwirtschaftliches Berufs- und Bildungszentrum Plantahof. Das Dorf wurde vom Ersten Weltkrieg dank der Neutralität der Schweiz weitgehend verschont.
In den Jahren 1920–1927 wurden die Wasserkraftwerke Küblis, Klosters und Schlappin im Auftrag der Bündner Kraftwerke AG erbaut, was von grosser volkswirtschaftlicher Bedeutung für das Prättigau und die an das Tal angrenzende Gemeinde war.
In den Kriegsjahren des Zweiten Weltkriegs wurde in Landquart ein Lazarett eingerichtet. Am 22. Februar 1945 werden Bombenabwürfe über Igis und Zizers gemeldet, durch welche Sach- und Kulturschaden verursacht wurden. Am selben Tag war die US-Luftwaffe unterwegs und bombardierte die Stadt Stein am Rhein, die Ursache dieses Bombardements ist jedoch unklar. Den geistigen Widerstand der Bevölkerung kann man heute noch an den in den Kriegsjahren erbauten Bauwerken nachvollziehen. Als sich der Krieg dem Ende zuneigte und alliierte Truppen mit der Bombardierung der deutschen Städte begannen, konnte man tageweise die Kondensstreifen der alliierten Bombergeschwader sehen, die über Igis ins nahe Deutsche Reich flogen.
Auch nach dem Zweiten Weltkrieg war das Gemeindegebiet von Igis trotz der Industriebetriebe eher ländlich geprägt. Danach setzte ein wirtschaftlicher Aufschwung ein, und die Einwohnerzahl von Igis-Landquart steigt seitdem jährlich an.

### Gegenwart

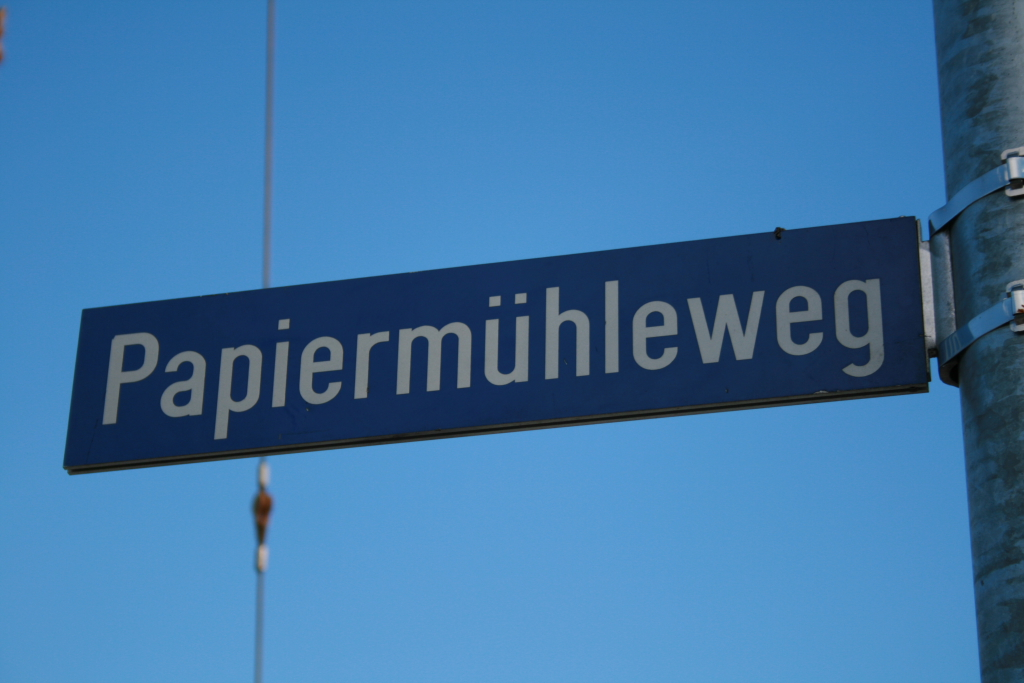
Die Beschilderung lässt den Verwendungszweck der Strassen noch erkennen.

Heute erinnert nur noch wenig an das Werk des Auslandschweizers Lareda, der in St. Petersburg zu Geld kam und den ehemals dritten Ortsteil Landquart-Fabriken geschaffen hat. Im Zuge der Verfassungsrevision der Gemeinde Igis im Jahr 2004 verschwand der Ortsname Fabriken, nachdem der Postverkehr von Landquart aus geregelt worden war und auch das Telefonbuch kein Landquart-Fabriken mehr aufführte.
Mit der Umzonung und Erschliessung des 30 Hektaren grossen Gebiets Tardis in eine Industrie- und Gewerbezone stellt Igis-Landquart gemeinsam mit der Gemeinde Zizers den Boden für Neuansiedlungen im grossen Stil zur Verfügung. Das Tardisland soll mit Hilfe des Kantons professionell vermarktet werden, um den Wirtschaftsstandort Landquart auszubauen. Bereits haben sich erste Unternehmen angesiedelt.
Heute beherbergt Igis-Landquart immer noch diverse Industriebetriebe, wobei die Zahl der Unternehmen wohl weiter anwachsen wird. Unter anderem befinden sich in Igis-Landquart einer der grössten Hersteller für Optosensorik (CEDES AG), eine Schotterfabrik am Rhein, eine Ziegelei, die Werkstätten der RhB und die bereits 1863 erbaute Holzstofffabrik, die 1872 in die Papierfabrik Landquart überging.
Als erste Gemeinde in der Schweiz stattete Igis 2011 das gesamte Strassennetz in der Länge von über 30 Kilometern mit Leuchtdioden (LED) aus. Der Stromverbrauch wurde damit um 60 Prozent reduziert.

## Wappen
| Wappen von Igis | Blasonierung: «In Silber ein aufrechter schwarzer rot gezungter und so gezierter Steinbock ein schwarzes oben goldbrennendes Holzstück haltend» |
| Wappen von Igis | |

## Politik
Die Exekutive der Gemeinde Igis ist der Gemeindevorstand. Er wird für eine Amtszeit von vier Jahren gewählt und besteht aus dem Präsidenten und sechs weiteren Mitgliedern.
| Gemeindevorstand (2009–2012) | Gemeindevorstand (2009–2012) | Gemeindevorstand (2009–2012) |
| Name                         | Departement                  | Partei                       |
| ---------------------------- | ---------------------------- | ---------------------------- |
| Nigg Ernst                   | Allgemeine Verwaltung        | SVP                          |
| Eugster Rico                 | Umwelt und Raumplanung       | FDP                          |
| Brandenburger Agnes          | Kultur und Freizeit          | SVP                          |
| Föhn Sepp                    | Bildung                      | CVP                          |
| Florin Andrea                | Bauwesen                     | SVP                          |
| Thöny Andreas                | IBIL                         | SP                           |
| Zanetti Livio                | Öffentliche Sicherheit       | CVP                          |

Wie in vielen Schweizer Gemeinden besteht auch in der politischen Gemeinde Igis die Bürgergemeinde weiter. Sie ist unabhängig von der Einwohnergemeinde und deren Verwaltung, unterstützt diese jedoch in Anliegen von allgemeinem Interesse. Die Bürgergemeinde verwaltet und verpachtet bedeutende Landreserven und ist für Einbürgerungen zuständig.

## Kultur und Sehenswürdigkeiten

### Schlösser
- Wasserschloss Marschlins, Stammschloss der Familie Salis-Marschlins

### Burgen
- Burg Falkenstein

### Kirchen

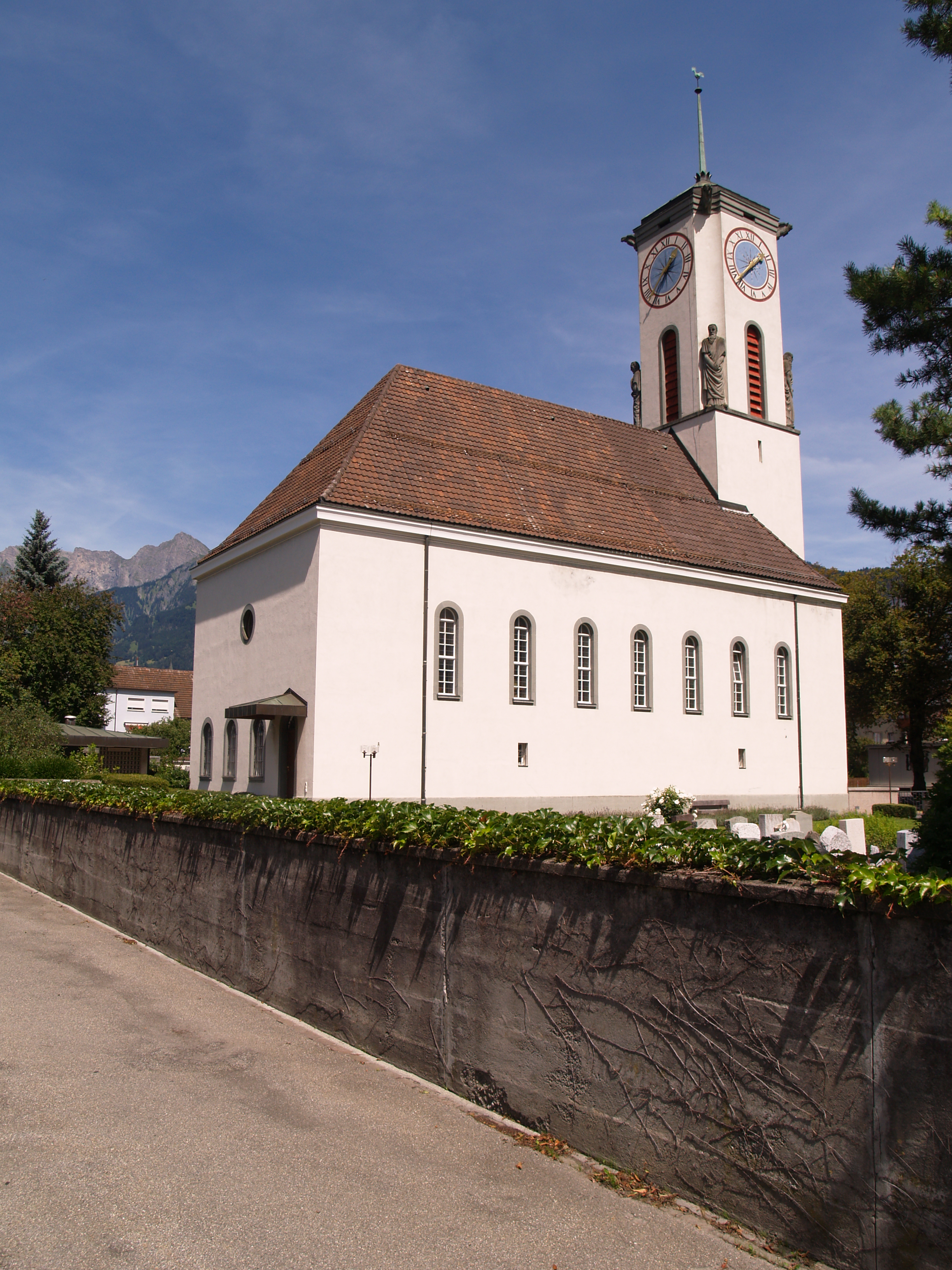
Reformierte Kirche Landquart

- Die reformierte Kirche von Igis wurde im heutigen Erscheinungsbild um 1486 errichtet. Dabei wurde das Kirchenschiff nach Süden erweitert und der Chor angebaut. Das Hauptportal jedenfalls wurde im Jahr 1486 erbaut, diesen Schluss lässt die eingravierte Jahreszahl zu. Die Wandbilder an der Nordostwand müssen bereits vor diesem Umbau bestanden haben.
Es wird vermutet, dass sich hier die 841 erwähnte Damianskirche in Ovine befand. Schon um 1300 wird in den Urkunden von Pfäfers die Kirche erwähnt, welche um 1400 dem St. Thomas geweiht war. Allerdings trägt die kleine Glocke Inschriften, die vermuten lassen, dass die Kirche einmal dem Cosmas und Damian geweiht war. Die Kirche steht seit 1973 unter Denkmalschutz.[6]

- Die katholische Kirche St.Fidelis in Landquart, 1908 erbaut. Die katholische Kirchgemeinde wurde vom Kapuzinerorden gegründet und bis Ende des letzten Jahrhunderts betreut.

- Die reformierte Kirche in Landquart entstand erst im 20. Jahrhundert. Mit dem Wachstum der Ortschaft entstand auch das Bedürfnis nach einem eigenen Gotteshaus. Der Grund wurde schon 1914 gesichert, mit dem Bau wurde aber erst 1925 begonnen. Mit dem Aufzug der drei Glocken am 11. Januar 1926 konnte der Bau abgeschlossen werden.[7]

- Die Freie evangelische Gemeinde Landquart wurde um 1990 gegründet.

### Sonstige
- Sogenanntes Grosshaus[8]
- Forum im Ried
- Tardisbrücke

## Schulen
Auf dem Gebiet der ehemaligen Gemeinde Igis gibt es die beiden Primarschulhäuser Igis und Rüti, ein Oberstufenschulhaus sowie die Landwirtschafts- und Berufsschule Plantahof.

## Persönlichkeiten
- Gerhard Bühler, Maler
- Andreas Gees, Schweizer Bobfahrer
- Sektion Kuchikäschtli, Schweizer Hip-Hop-Gruppe
- Luzi Michel, reformierter Geistlicher
- Meta von Salis, Frauenrechtlerin und erste Historikerin der Schweiz
- Martin Tschumpert, Schweizer Pfarrer und Lexikograph